# Niccolò Gualtieri

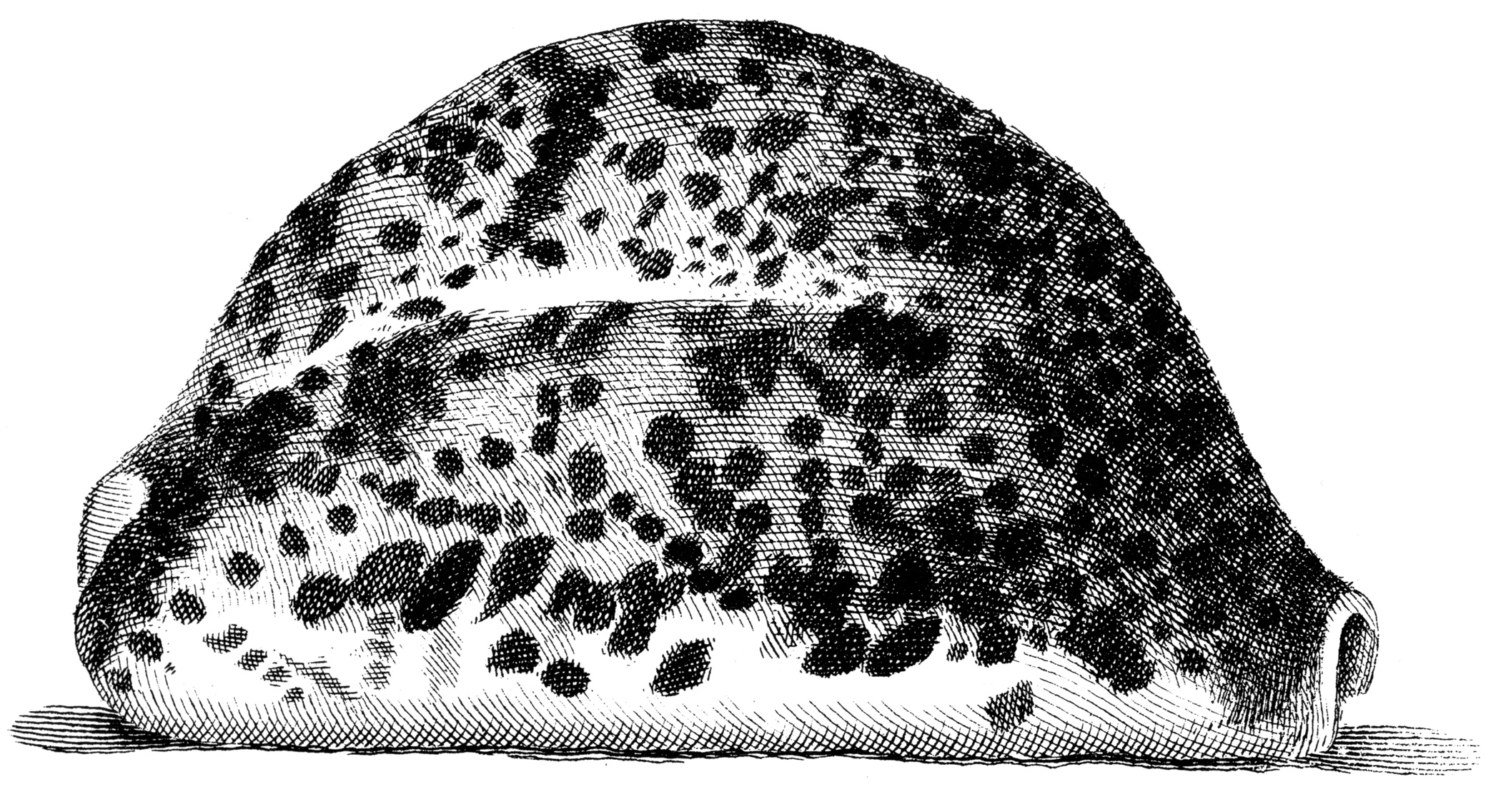
Cypraea tigris.

Niccolò Gualtieri (né en 1688 à Florence, alors capitale du grand-duché de Toscane, et mort en 1744) est un médecin et un malacologiste italien

## Biographie
Niccolò Gualtieri, médecin du grand-duc de Toscane, Cosimo III (1642-1723), amasse une vaste collection de coquillages qui servent à la publication d’Index Testarum Conchyliorum, quae adservantur in Museo Nicolai Gualtieri qui paraît en 1742. Les planches sont l’œuvre de Giuseppe Menabuoni (1708-après 1745)  et gravées par Antonio Pazzi (1706-après 1768). Il participe en outre à la fondation de la première société botanique d’Europe à Florence.